# Деснянский
Деснянский — посёлок в Выгоничском районе Брянской области, административный центр Утынского сельского поселения.

## География
Расположен на автодороге Брянск—Трубчевск, в 28 км к югу от Выгоничей, у северо-западной окраины села Удельные Уты.

## История
В 1964 г. Указом Президиума ВС РСФСР посёлок усадьбы отделения Уты совхоза «Речица» переименован в Деснянский.

## Население
| 2010 | 2013 |
| ---- | ---- |
| 474  | ↗479 |

| Годы      | 1979 | 1989 | 2002 | 2010 |
| --------- | ---- | ---- | ---- | ---- |
| Население | 229  | 378  | 513  | 499  |

## Улицы посёлка
- Брянская
- Мира
- Молодёжная
- Парковая
- Советская
- Солнечная
- Школьная